# 프로젝트 X (2012년 영화)
프로젝트 X(Project X)는 2012년 공개된 미국의 코미디 영화이다.
프로젝트 X는 2012년 3월 2일 미국에서 개봉되었으며 극장 상영 기간 동안 전 세계적으로 1억 200만 달러의 수익을 올렸다. 주인공의 "혐오스러운" 행동과 약물 사용의 효과에 대한 무시에 대한 비판이 집중되었다. 다른 리뷰에서는 이 작품이 재미있고 스릴 넘친다고 평가했다.

## 줄거리
고등학생인 토마스, 코스타, J.B.는 학교에서 인기를 얻기 위해 토마스의 17번째 생일 파티를 계획한다. 토마스의 부모님이 주말 동안 집을 비우게 되자, 코스타는 토마스의 만류에도 불구하고 파티를 강행한다. 그는 A/V 담당 학생 덱스에게 파티를 촬영하도록 부탁하고, 학교 전체에 파티를 홍보한다. 토마스는 친구 커비와 짝사랑하는 인기 여학생 알렉시스를 초대한다. 파티 용품을 사러 가던 중 우연히 만난 배우 마일스 텔러도 파티에 초대하게 된다.
파티 당일, 처음에는 아무도 오지 않아 토마스는 불안해하지만, 곧 수많은 사람들이 몰려들기 시작한다. 코스타는 파티를 뒷마당과 수영장 건물로 제한하려 하지만, 통제 불능 상태가 된다. 경찰이 소음 신고를 받고 출동하지만, 사람들은 숨어서 조용히 있고 경찰은 파티가 끝난 것으로 착각하고 돌아간다. 다시 파티가 재개되고, 마일스 텔러가 마약이 들어 있는 정원 장식을 부수면서 엑스터시가 퍼져 파티 참가자들은 모두 약에 취한다. 토마스는 커비에게 사랑을 고백하지만, 알렉시스와의 관계도 진전된다. 하지만 알렉시스와 토마스가 키스하려던 찰나, 커비가 그 장면을 목격하고 상심하여 파티장을 떠난다. 이후 파티는 폭력, 재산 파괴, 기물 파손으로 얼룩지고, 이웃까지 피해를 입히며 헬리콥터까지 동원된 뉴스 보도가 시작된다. 심지어 드워프 게스트가 토마스 아버지의 벤츠를 수영장으로 몰고 들어가고, 마약상인 T-릭이 코스타에게 복수하기 위해 화염방사기를 들고 나타나 주변을 불태운다.
결국 파티는 엉망이 되고 경찰 특공대가 출동하면서 사람들은 모두 뿔뿔이 흩어진다. 다음 날, 토마스는 자신의 집과 동네가 엉망이 된 것을 발견하고 부모님에게 혼날 것을 걱정한다. 토마스 아버지는 엄청난 파티를 했다는 것에 놀라면서도 손해배상으로 대학자금을 써야 한다고 말한다. 학교에서 학생들은 이들을 영웅처럼 대하고, 토마스는 커비와 화해한다.
에필로그에서는 T-릭이 체포되고, 토마스는 소란을 일으키고 미성년자들을 타락시킨 죄로 유죄 판결을 받지만, 반에서 성공할 가능성이 가장 큰 학생으로 뽑힌다. 코스타와 J.B는 무죄 판결을 받는데, 코스타는 비싼 변호사를 고용했지만 3건의 친자 확인 소송 결과를 기다리고 있고, J.B는 정신적으로 재판을 받을 자격이 없다는 판결을 받고 특별 통학 버스를 타게 된다. 덱스는 부모님 실종 사건으로 조사를 받는다. 코스타는 TV 인터뷰에서 다음 파티가 더 좋을 것이라고 말한다.

## 출연

### 주연
- 토머스 맨
- 조나단 다니엘 브라운
- 올리버 쿠퍼

### 조연
- 마일즈 텔러
- 마틴 클레바
- 에디 하셀
- 알렉시스 냅
- 피터 맥켄지
- 커비 블리스 브랜턴
- 브렌던 밀러
- 케이틀린 더래니
- 롭 에버스
- 소피아 산티
- 케빈 듀니건
- 릭 샤피로
- 프레스턴 제임스 힐리어
- 엘리 노스
- 브래디 헨더
- 니콜 블룸
- 피트 가드너

## 기타
- 협력프로듀서: 조엘 실버
- 조감독: 앨런 그래프
- 조감독: 폴 번 프렌더빌
- 미술: 빌 브라제스키
- 세트: 리사 K. 세시온스
- 분장부문: 메리벨 앤더슨
- 분장부문: 키스 세이어
- 배역: 주엘 베스트롭
- 배역: 세스 양클위츠
- 프로덕션매니저: 마티 P. 에윙
- 프로덕션매니저: 마크 스쿤